# Бэтмен и Мистер Фриз
Бэтмен и Мистер Фриз: Ниже нуля (англ. Batman & Mr. Freeze: SubZero) — американский анимационный фильм 1998 года, выпущенный сразу на видео, основанный на комиксах DC о Бэтмене.
Сюжет исходит из мультсериала Бэтмен (после эпизода «Deep Freeze») и является автономным продолжением Бэтмен: Маска Фантазма. Стал ответом на получивший разгромную критику боевик «Бэтмен и Робин». Мультфильм на 26 ежегодной премии «Энни» победил в номинации «За выдающееся достижение в производстве анимационного домашнего видео». Сочетает ручную художественную работу и компьютерную цифровую анимацию. Выпускался на VHS и DVD в «Batman Collection». 27 марта 2018 года в рамках серии Warner Archive Collection вышло юбилейное издание на Blu-ray.

## Сюжет
Американская подводная лодка, во время плавания в Северном Ледовитом океане, при всплытии, случайно обрушивает своды ледяной пещеры, где обитает Мистер Фриз со своими воспитанником — мальчиком-эскимосом Кунаком. При этом анабиозная камера, в которой находится тяжело больная жена Фриза, Нора, разбивается. В ярости Фриз замораживает всю команду лодки, после чего отправляется в Готэм-сити к своему старому знакомому — доктору Грегори Белсону, видному специалисту в области гематологии и трансплантации. Фриз увозит Белсона к себе, предлагает ему огромный самородок и обещает целую золотую жилу, если тот возьмётся за лечение Норы. Белсон, конечно, не может устоять перед таким щедрым предложением (тем более, что он по уши влез в долги). Однако для успешной операции необходимы органы для пересадки, которых по медицинским базам нет. Тогда Виктор Фриз приказывает найти здорового человека с подходящей группой крови, чтобы похитить его. По случайности им оказывается Барбара Гордон (Бэтгёрл).
Фриз похищает Барбару из клуба, где она была на вечеринке вместе с Диком Грейсоном. Грейсон преследует похитителя, но попадает в аварию, подстроенную Фризом, и оказывается в больнице. Однако, несмотря на травму, он горит желанием помочь Бэтмену найти Барбару. Бэтмен и Робин проводят собственное расследование и выясняют, что доктор Белсон незадолго до своего исчезновения просматривал файлы о донорах с редкими группами крови, среди которых числилась Барбара Гордон, и к тому же заказал массу медицинского оборудования, предназначенного для трансплантации органов. От его финансового агента они узнают, что Грегори Белсон практически разорён; но в то самое время, как Бэтмен и Робин беседуют с агентом, тому звонит Белсон и сообщает, что через несколько дней сможет оплатить все счета. Бэтмен догадывается, что Белсон мог получить деньги только от Фриза.
При прослушивании записи телефонного разговора удаётся выяснить, что звонок был сделан со старой нефтяной платформы, находящейся в 5 милях от города (именно поэтому полиция не смогла найти преступников). Бэтмен с напарником немедленно отправляются туда и прибывают как раз вовремя, чтобы помешать Ледяному Человеку и его алчному компаньону осуществить изуверский эксперимент по изъятию органов у Барбары. На платформе завязывается настоящее сражение, в ходе которого начинается пожар. Барбара спасена, а Фриз тяжело ранен обломками (ему перебило ногу). Платформа, объятая пламенем, рушится и уходит под воду. Белсон удирает, бросив своего сообщника на произвол судьбы, но падающие обломки топят его вместе с катером, на котором он пытался уплыть. У Бэтмена с Робином нет права на ошибку — нужно сохранить самолёт, спасти запертых в огне мальчика и жену Фриза. С помощью своего криоизлучателя Фриз сдерживает пламя, пока Бэтмен и Барбара спускаются внутрь платформы. Буквально за считанные минуты до взрыва им удаётся вызволить из огненного плена попавших в беду и доставить их к истребителю. Но Фризу Бэтмен помочь уже не смог — Виктор сорвался в горящую пропасть и исчез.
Некоторое время спустя на арктической станции, полярники смотрят новости, где Саммер Глисон рассказывает, что Нора, жена Виктора Фриза, который считается погибшим, была спасена и вылечена благодаря криогенной технологии, разработанной её мужем. На это из окна со слезами радости на глазах взирает Фриз, а затем уходит вместе со своими двумя белыми медведями.
 Продолжение истории следует в «Новых приключениях Бэтмена».

## В ролях
- Кевин Конрой — Брюс Уэйн / Бэтмен
- Майкл Ансара — Доктор Виктор Фриз / Мистер Фриз
- Лорен Лестер — Дик Грейсон / Робин
- Мэри Кей Бергман — Барбара Гордон / Бэтгёрл
- Джордж Дзундза — Доктор Грегори Белсон
- Дин Джонс — Дин Эрбагаст
- Ефрем Цимбалист младший — Альфред Пенниуорт
- Боб Хастингс — Комиссар Джеймс Гордон
- Роберт Костанцо — Детектив Харви Буллок
- Лиэн Ширмер — Рене Монтойя
- Мэрилу Хеннер — Вероника Вриланд
- Мэри Девон — Саммер Глисон
- Рахи Азизи — Кунак
- Лорен Том — Мэрико
- Фрэнк Уэлкер — Белые медведи Ночка и Шака